# خورش قیمه یزدی
خورش قیمه یزد یک از انواع خورش‌های ایرانی است که شهرت خاصی میان شهروندان یزدی دارد(غذاهای سنتی یزد) و همان‌طور که از اسمش مشخص است متعلق به شهر یزد است. در طبخ این خورش به جای لپه از نخود استفاده می‌شود. نخود از ۲ روز قبل خیسانده و پوست آن جدا شده و به دو نیم می‌شود. برای تهیهٔ آن نیازی به سیب زمینی نیست. دیگر مواد آن گوشت قرمز، پیاز داغ، دارچین، روغن، رب گوجه فرنگی، لیمو عمانی و زعفران هستند و با پلوی ایرانی صرف می‌شود.

### مواد لازم
پیاز متوسط، روغن (ترجیحاً حیوانی) نخود، گوشت، نمک و فلفل.